# برتا لوتز
برتا ماریا جولیا لوتز (زادهٔ ۲ اوت ۱۸۹۴ میلادی – درگذشتهٔ ۱۶ سپتامبر ۱۹۷۶ میلادی) جانورشناس، سیاستمدار و دیپلمات برزیلی بود. لوتز هم در جنبش فمینیستی پان آمریکا و هم در جنبش حقوق بشر به یک چهرهٔ برجسته تبدیل شد. او در به دست آوردن حق رأی زنان در برزیل نقش اساسی داشت و به نمایندگی از کشورش در کنفرانس سازمان ملل متحد در سازمان بین‌المللی، نام خود را در منشور سازمان ملل امضا کرد. او علاوه بر کار سیاسی، یک طبیعت‌شناس در موزهٔ ملی برزیل بود که در قورباغه‌های زهرآگین تخصص داشت. چهار گونهٔ قورباغه و دو گونهٔ مارمولک به نام او است.

## سنین جوانی و تحصیلات
برتا لوتز در ۲ اوت ۱۸۹۴ میلادی در سائو پائولو، برزیل به دنیا آمد. او از مادری بریتانیایی و پدری سوئیسی-برزیلی به دنیا آمد. پدر او، آدولفو لوتز (۱۹۴۰–۱۸۵۵ میلادی)، یک پزشک پیشگام و اپیدمیولوژیست سوئیسی بود، و مادرش، امی ماری گرترود فاولر، یک پرستار بریتانیایی بود. در سال‌های نوجوانی، او به حقوق زنان علاقه‌مند شد. برتا لوتز در سال ۱۹۱۸ میلادی از دانشگاه پاریس-سوربن در رشته‌های علوم طبیعی، زیست‌شناسی و جانورشناسی فارغ‌التحصیل شد. بلافاصله پس از اخذ مدرک، به برزیل بازگشت. بعداً در دانشگاه فدرال ریودوژانیرو تحصیل کرد و در سال ۱۹۳۳ میلادی با مدرک حقوق فارغ‌التحصیل شد. هنگامی که در اروپا بود، او همچنین با جنبش مبارزاتی حق رأی آشنا شد و از آن الهام گرفت.

## حرفه

### سازمان‌های اولیهٔ زنان برزیل
برتا لوتز پس از هفت سال فعالیت آکادمیک در پاریس در سال ۱۹۱۸ میلادی به برزیل بازگشت. پس از بازگشت او به عنوان مدیر اداری کمیسیون به لژیون زنان برزیل پیوست. هدف تأسیس این سازمان که توسط آلیس رگو مونتریو در سال ۱۹۱۹ میلادی تأسیس شد، ارائهٔ خدمات اجتماعی سازمان یافته برای زنان در برزیل بود. پس از به دست آوردن تجربهٔ سازمانی، برتا لوتز با ماریا لاسردا د مورا در سال ۱۹۲۰ میلادی یک سازمان جدید به نام اتحادیه برای رهایی فکری زنان را تأسیس کرد. این سازمان از گنجاندن زنان در عرصه‌های علمی حمایت می‌کرد. در سال ۱۹۲۲ میلادی، او فدراسیون برزیل برای پیشرفت زنان (به اختصار: FBPF) را تأسیس کرد. این سازمان متفاوت بود زیرا شامل زنان از سراسر برزیل بود و یک پلتفرم ملی با تمرکز بر مسائل اجتماعی-اقتصادی مؤثر بر زنان ایجاد کرد. پس از مدتی، اف‌بی‌پی‌اف تمرکز خود را بر مسائل اجتماعی-اقتصادی گسترش داد تا حق رأی را دربر گیرد. در اولین سال تأسیس اف‌بی‌پی‌اف، لوتز و سایر اعضاء، یک کنوانسیون بین‌المللی را برای برگزاری در برزیل ترتیب دادند که با حضور مقامات رسمی داخل برزیل و کشورهای خارجی، از جمله فمینیست‌های برجسته مانند: کری چپمن کت، آنا د کاسترو اوسوریو و روزا مانس برگزار شد.

### کمپین‌های فمینیستی بین-آمریکایی و حق رأی
اف‌بی‌پی‌اف شروع به دفاع از حقوق زنان و گسترش حق رأی برای زنان در سراسر ایالت‌های آمریکا کرد، کمپین‌هایی که لوتز نیز در آن شرکت داشت. او به عنوان نمایندهٔ کنفرانس زنان پان-آمریکایی در بالتیمور، مریلند در سال ۱۹۲۲ میلادی خدمت کرد و در سال‌های بعد به شرکت در کنفرانس‌های حقوق زنان ادامه داد. در سال ۱۹۲۵ میلادی، او به عنوان رئیس اتحادیهٔ زنان بین-آمریکایی انتخاب شد. مشارکت لوتز در مبارزه برای حق رأی زنان، او را تا پایان سال ۱۹۳۱ میلادی به چهره برجستهٔ برزیلی حقوق زنان تبدیل کرد، زمانی که سرانجام زنان برزیلی حق رأی به دست آوردند.
حمایت لوتز از حقوق زنان به حق رأی ختم نشد و او همچنان نقش برجسته‌ای در کمپین‌های فمینیستی داشت. در سال ۱۹۳۳ میلادی، لوتز پس از اخذ مدرک حقوق از دانشکدۀ حقوق دانشگاه فدرال ریو دو ژانیرو، چندین پیشنهاد برای برابری جنسیتی در کنفرانس بین-آمریکایی مونته‌ویدئو، اروگوئه ارائه کرد. بارزترین این پیشنهادها فراخوان او از کمیسیون زنان بین-آمریکایی برای تمرکز بر مسائل برابری جنسیتی در محیط کار بود.
در سال ۱۹۳۵ میلادی، لوتز تصمیم گرفت برای کسب یک کرسی در کنگرهٔ ملی برزیل نامزد شود و پس از کاندیدو پسوآ در جایگاه دوم قرار گرفت؛ زمانی که یک سال بعد پسوآ درگذشت، جایگزین او شد و این امر لوتز را به یکی از معدود زنان کنگرهٔ برزیل در آن دوره تبدیل کرد. اولین ابتکاری که لوتز در زمان حضور در کنگره ارائه کرد، ایجاد «اساسنامهٔ زنان» بود؛ کمیته‌ای برای تجزیه و تحلیل هر قانون و اساسنامهٔ برزیل برای اطمینان از اینکه هیچ‌یک، حقوق زنان را نقض نمی‌کنند.

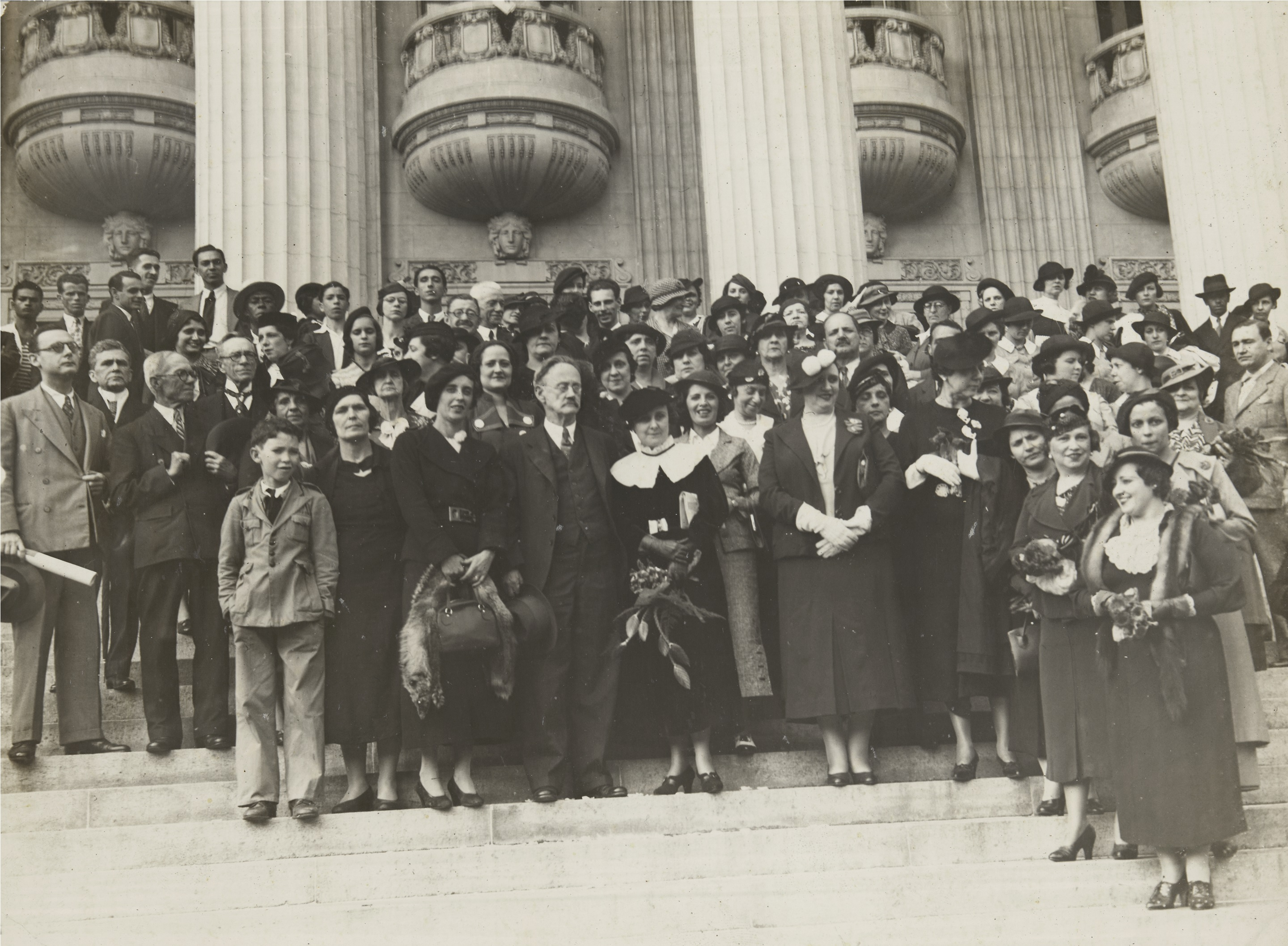
برتا لوتز به همراه خانواده، فمینیست‌ها، و فدراسیون برزیل برای پیشرفت زنان بر روی پله‌های تالار نمایندگان، ریو دو ژانیرو، ۱۹۳۶ میلادی

با این حال، لوتز پس از بازگشت ژتولیو وارگاس به عنوان دیکتاتور در سال ۱۹۳۷ میلادی، که منجر به تعلیق پارلمان و پروژهٔ اساسنامه شد، نتوانست اقدامات خود را پیش ببرد. لوتز با این وجود به حرفهٔ دیپلماتیک خود ادامه داد. او یکی از چهار زنی بود که منشور سازمان ملل متحد را در کنفرانس زنان بین-آمریکایی که در سال ۱۹۴۵ میلادی در سان فرانسیسکو برگزار شد، امضاء کردند. او همچنین به عنوان معاون کمیسیون زنان بین-آمریکایی از سال ۱۹۵۳ تا ۱۹۵۹ میلادی خدمت کرد.

### کنفرانس‌های سیاسی

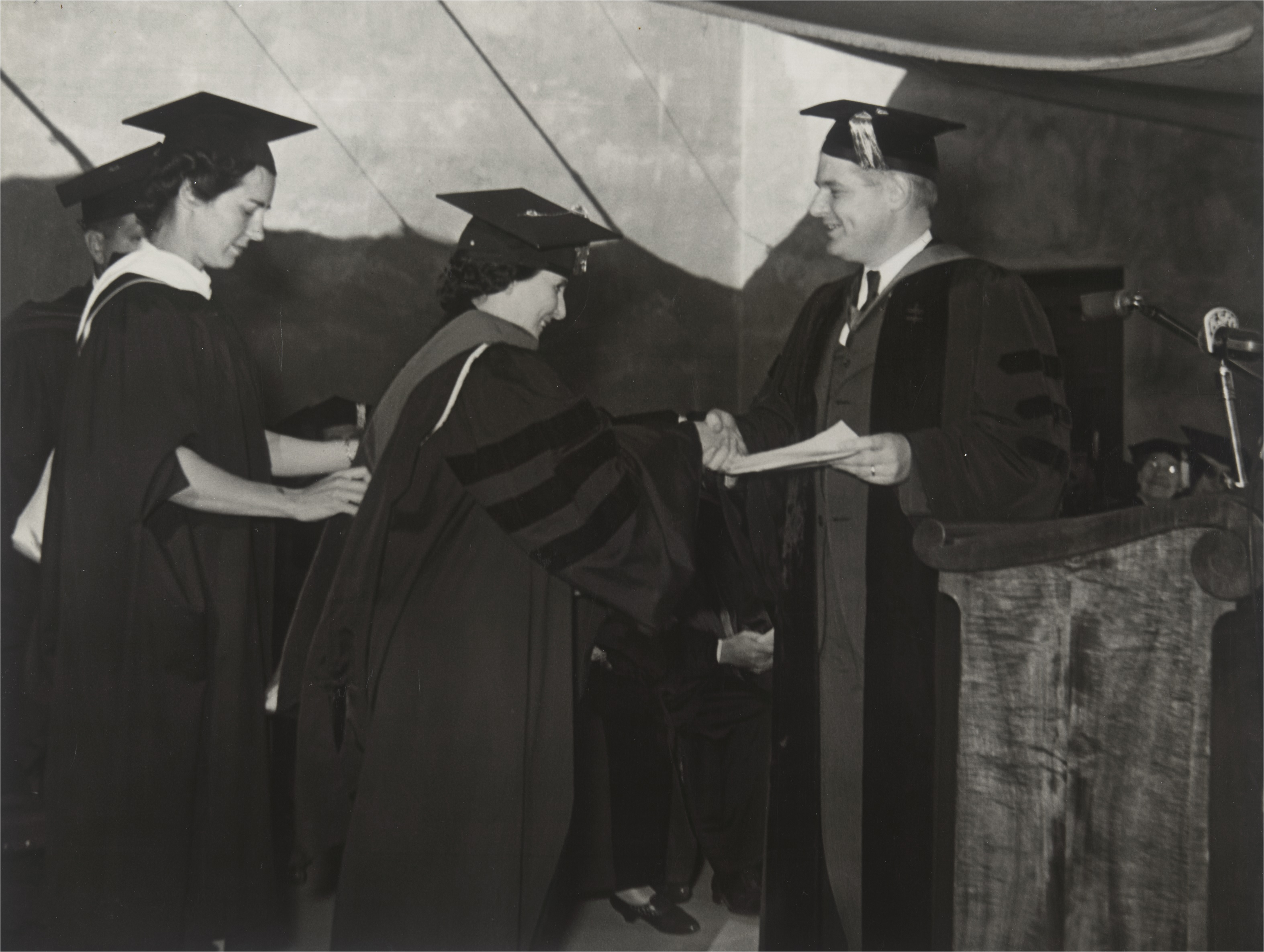
برتا لوتز در حال دریافت مدرک دکتری افتخاری از کالج میلز، ۱۹۴۵ میلادی

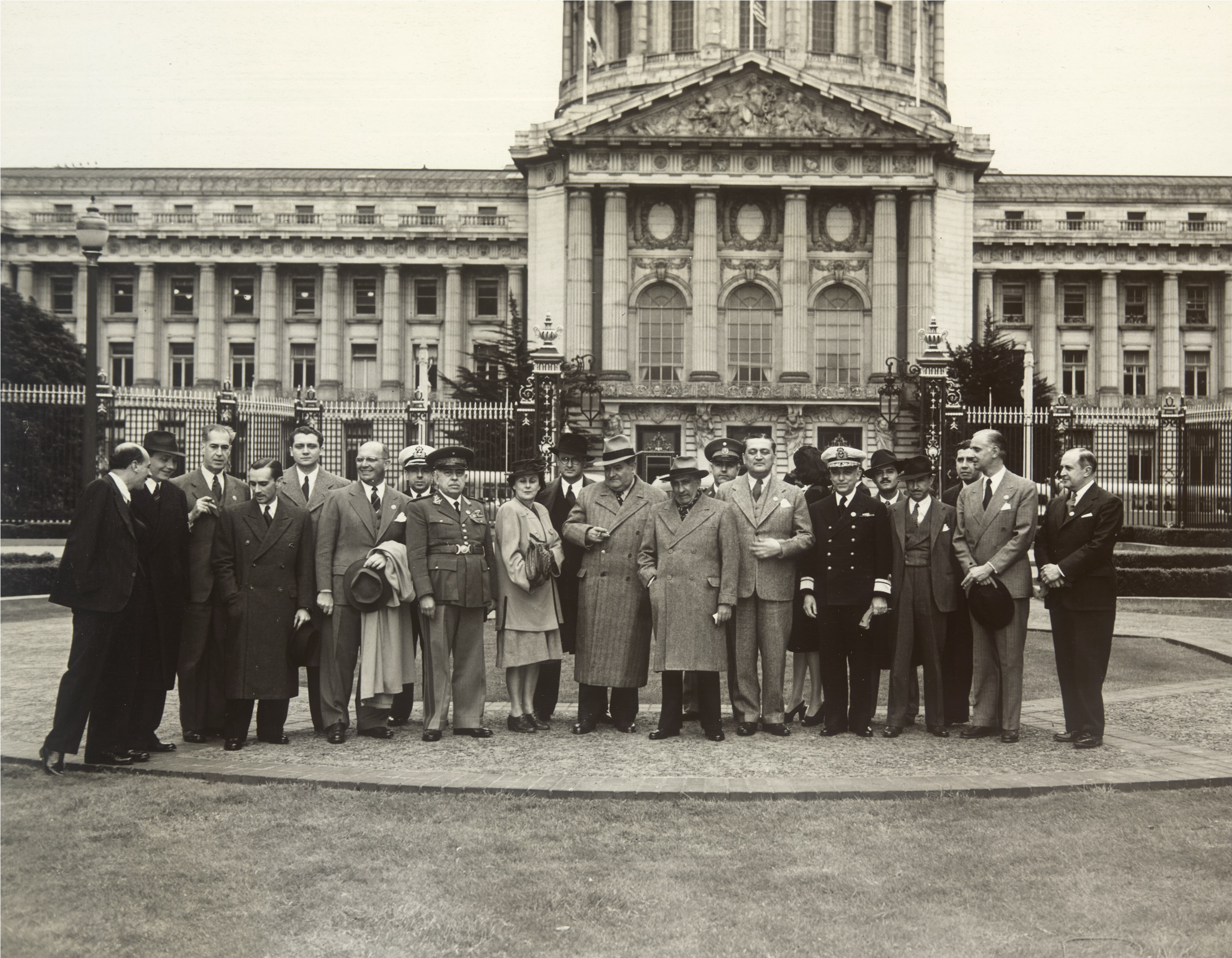
لوتز در کنفرانس سازمان ملل متحد (سان فرانسیسکو، ۱۹۴۵ میلادی)

در کنفرانس پان-آمریکایی زنان در سال ۱۹۲۲ میلادی، لوتز از برابری حقوق و فرصت‌های زنان با تمرکز ویژه بر شمول سیاسی دفاع کرد.
لوتز در سال ۱۹۳۳ میلادی با مطالعه در مورد وضعیت حقوقی زنان در قارهٔ آمریکا برای کنفرانس بین-آمریکایی مونته‌ویدئو آماده شد و از اینکه ملیت زنان متأهل نباید منوط به تابعیت همسرانشان باشد، دفاع کرد. او همچنین یک معاهدهٔ حقوق برابر را پیشنهاد کرد و کمیسیون زنان بین-آمریکایی را تحت فشار قرار داد تا مجدداً تمرکز کنند و به تجزیه و تحلیل شرایط کار زنان در قارهٔ آمریکا متعهد شوند.
در طول کنفرانس سازمان ملل متحد دربارهٔ سازمان بین‌المللی در سال ۱۹۴۵ میلادی در سان فرانسیسکو، لوتز به همراه مینروا برناردینو برای گنجاندن کلمهٔ «زنان» در پیش‌گفتار منشور ملل متحد مبارزه کردند. در پیش‌نویس اول کلمهٔ «زنان» ذکر نشده بود، و برخلاف میل ویرجینیا گیلدرسلیو نمایندهٔ ایالات متحدهٔ آمریکا و برخی مشاوران زن بریتانیایی، لوتز و دیگر زنان از آمریکای لاتین در بند پایانی اصرار داشتند: «... ایمان به اصول اساسی حقوق بشر، در شأن انسان، در حقوق برابر زن و مرد و ملت‌های کوچک و بزرگ». او همچنین پیشنهاد کرد که سازمان ملل یک کمیسیون ویژه ایجاد کند که هدف آن تجزیه و تحلیل «وضعیت حقوقی زنان» در سراسر جهان به منظور درک بهتر نابرابری‌هایی است که آنها با آن مواجه هستند و آمادگی بیشتری برای مبارزه با آنها داشته باشند. او به عنوان برجسته‌ترین و سرسخت‌ترین مدافع برای گنجاندن حقوق زنان در منشور سازمان ملل متحد شناخته می‌شود، و بدون کار او، سازمان ملل متحد احتمالاً مأموریتی برای حمایت از حقوق زنان نخواهد داشت.

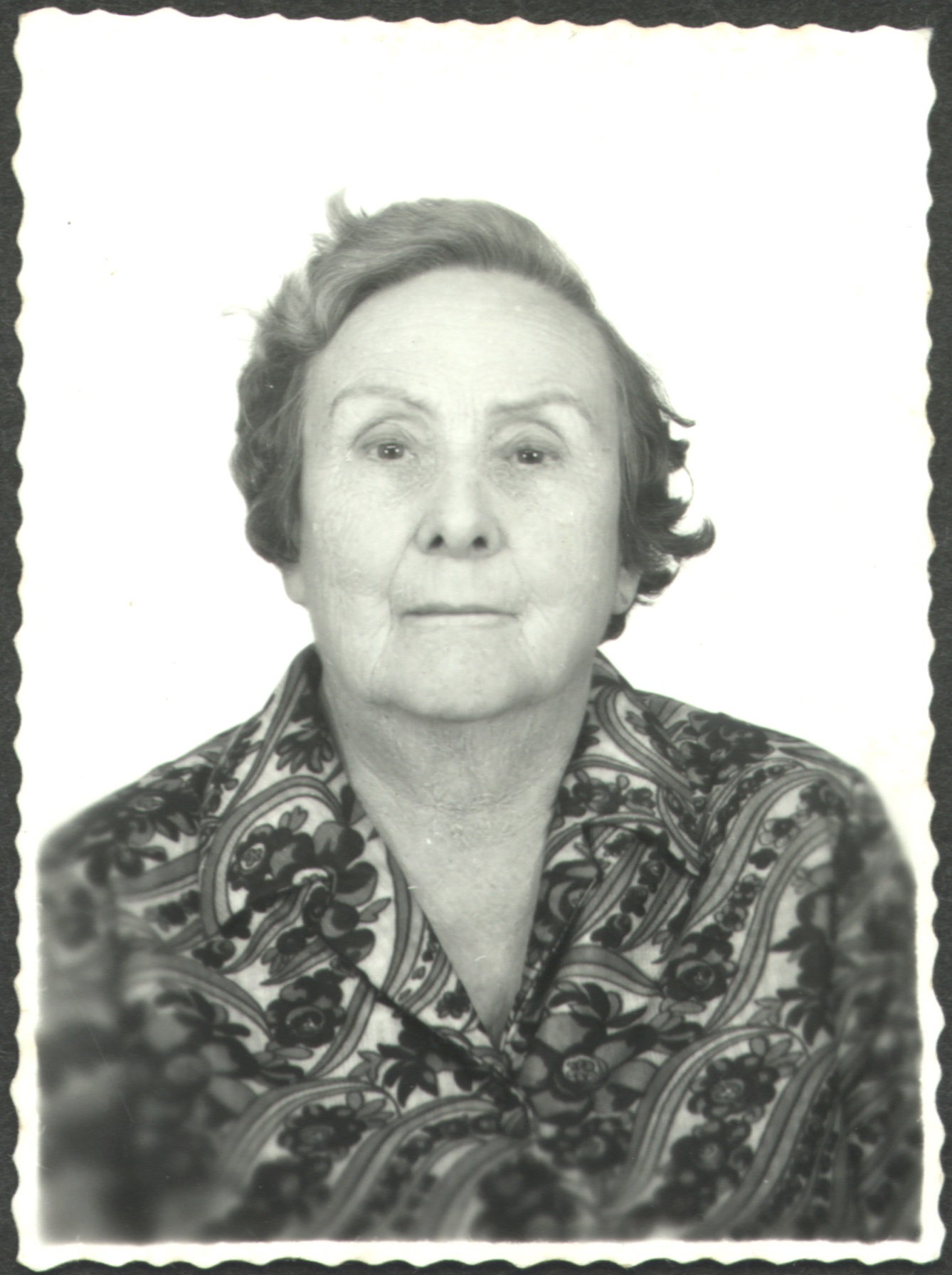
لوتز در سال‌های بعد

در سال ۱۹۶۴ میلادی، لوتز ریاست هیئت برزیلی را در چهاردهمین کمیسیون بین-آمریکایی در مونته ویدئو بر عهده داشت. علاوه بر این، در پانزدهمین نشست سالانهٔ کمیسیون زنان بین-آمریکایی که در سال ۱۹۷۰ میلادی برگزار شد، او پیشنهاد برگزاری سمیناری را برای رسیدگی به مشکلات خاص زنان بومی ارائه کرد. اگرچه لوتز در این مرحله از زندگی‌اش کمی بیش از هفتاد سال داشت، اما به شرکت در کنفرانس‌ها و تلاش برای گسترش حقوق زنان، از جمله کنفرانس جهانی زنان، ۱۹۷۵ میلادی در مکزیکو سیتی ادامه داد.

### حرفهٔ علمی
پس از بازگشت به برزیل در سال ۱۹۱۸ میلادی، لوتز خود را وقف مطالعهٔ دوزیستان، به ویژه قورباغه‌های زهرآگین و قورباغه‌های خانوادهٔ درختی حقیقی کرد. در سال ۱۹۱۹ میلادی، او توسط موزهٔ ملی ریو دو ژانیرو استخدام شد. او بعداً یک طبیعت‌شناس در بخش گیاه‌شناسی شد. لوتز در طول زندگی خود مطالعات و انتشارات علمی متعددی را منتشر کرد که مهمترین آنها «مشاهدات تاریخچهٔ زندگی قورباغه برزیلی» (۱۹۴۳)، «یک گروه همسرایان قورباغهٔ برجسته در برزیل» (۱۹۴۶)، و «قورباغه‌های جدید از کوه ایتیایا» (۱۹۵۲) بود. در سال ۱۹۵۸ میلادی، او چیزی را توصیف کرد که اکنون به عنوان قورباغهٔ تندرو لوتز شناخته می‌شود (پاراتلماتوبیوس لوتزی، لوتز و کاروالیو، ۱۹۵۸)، که به افتخار پدرش نامگذاری شده‌است.
لوتز به نام دو گونهٔ مارمولک برزیلی: لیولائموس لوتزاه و فیلوپزوس لوتزاه و همچنین چهار گونهٔ قورباغه: پریستیمانتیس لوتزاه، دندروپسوفوس برتالوتزاه، مگائلوزیا لوتزاه، و اسکیناکس برتاه مفتخر است.
مجموعه‌های برتا لوتز که در موزهٔ ملی در ریو دو ژانیرو نگهداری می‌شد، در آتش‌سوزی که بیشتر مجموعه‌های موزه را در سپتامبر ۲۰۱۸ میلادی ویران کرد، نابود شدند.

## آثار برگزیده
- «مشاهدات تاریخچهٔ زندگی قورباغه برزیلی» (۱۹۴۳).
- «یک گروه همسرایان قورباغهٔ برجسته در برزیل» (۱۹۴۶).
- «قورباغه‌های جدید از کوه ایتیایا» (۱۹۵۲).

## مرگ
او در ۱۶ سپتامبر ۱۹۷۶ میلادی در سن ۸۲ سالگی درگذشت.

## برای مطالعهٔ بیشتر
- «رهایی جنس زن: مبارزه برای حقوق زنان در برزیل، ۱۹۴۰–۱۸۵۰»، هانر، جون ای. (۱۹۹۰).